# Šobes
Der Šobes (deutsch Schobes) ist ein Bergsporn in Südmähren in Tschechien. Er erhebt sich nördlich von Hnanice auf dem Kataster der Gemeinde Podmolí über den Tal der Thaya nahe der tschechisch-österreichischen Grenze im Nationalpark Podyjí.

## Geographie
Der an drei Seiten von einem Mäander der Thaya umflossene Šobes bildet den südlichen Abschluss des Höhenrückens Dlouhý les (Langer Schobes), mit dem er gegen Norden durch einen knapp 300 breiten Bergrücken verbunden ist. Der Šobes-Mäander bildet den Kern des Devět mlýnů (Neunmühlen) genannten Thayaabschnittes. Der Ost- und Westhang fallen schroff zur Thaya ab. Der vom wärmeliebenden Eichenwald mit starkem Eichenmistelbewuchs umgebene Bergrücken bietet eine gute Aussicht auf das Thayatal. Über den Rücken verläuft zwischen Hnanice und Podmolí der sogenannte Römersteig, ein frühmittelalterlicher Handelsweg. Gegenüber dem Šobes befindet sich bei Hnanice der Aussichtspunkt Devět mlýnů. Der sanft zur Thaya abfallende Südhang ist seit dem Mittelalter als Weinberg kultiviert. 
Umliegende Orte sind Popice und Havraníky im Osten, Hnanice im Süden, Karlslust im Westen sowie Nová Ves und Podmolí im Nordwesten.

## Geschichte
Der Šobes war bereits während der Altsteinzeit besiedelt. Während der Bronzezeit befand sich auf dem Šobes eine Befestigungsanlage, von der Wälle und Gräben erhalten sind. Weitere Funde stammen aus der Keltenzeit und der Römerzeit.
Der am Südhang durch das Kloster Bruck angelegte Weinberg entwickelte sich zu einer der bedeutendsten Weinlagen um Znojmo. Gregor Wolny bezeichnete den Wein vom Schobesgebirge 1837 als den Edelsten im ganzen Land. Im 19. Jahrhundert wurde der Schobeswein an den österreichischen Kaiserhof und führende Wiener Gasthäuser geliefert.
Mitte der 1930er Jahre entstand um den Schobes eine leichte  Bunkerlinie des Tschechoslowakischen Walls. 
Nach dem Zweiten Weltkrieg erloschen die rings um den Šobes gelegenen Mühlen Zemský mlýn, Westhoferův mlýn, Gruberův mlýn, Baštův bzw. Judexův mlýn und Mlýn Papírna, von denen lediglich Ruinen und die Mühlenwehre erhalten sind, ebenso wie das Hotel Gruber bei Hnanice. Nach 1948 befand sich der Šobes unmittelbar am Sperrgebiet des „Eisernen Vorhangs“. Nach der Samtenen Revolution im Jahr 1989 erfolgte die Öffnung des Sperrgebiets, das 1991 zum Nationalpark Podyjí erklärt wurde. Zu fast jedem Haus in Podmolí gehört ein Anteil am Weinberg. 
Der 1995 erfolgte Verkauf von knapp 7 ha des Weinberges an die Kellerei Znovín Znojmo wurde im Jahre 2007 durch den neu gewählten Bürgermeister Frélich angefochten. Die Feststellungsklage auf Nichtigkeit scheiterte letztinstanzlich im August 2011 vor dem Verfassungsgericht. Gegenstand der Verhandlungen war auch die Nichtgebrauchmachung des Nationalparks vom Vorkaufsrecht.

## Weinlage
Der Südhang des Šobes wird auf einer Fläche von 16 ha landwirtschaftlich genutzt. Neben dem Weinberg mit einer Ausdehnung von 11 ha befindet sich am Hang noch eine Aprikosenplantage. Die im Nordwesten und Nordosten durch die Hügel über dem Thayatal gegen Winde geschützte Lage am Südhang des von der Thaya umflossenen Bergsporns bedingt ein spezifisches Mikroklima, das dem des Rhein- und Rhonetals ähnelt. Die Sonneneinstrahlung führt tagsüber zur Erwärmung, nachts erwirkt das Flusstal, aus dem  Nebel in den Weinberg ziehen, eine Abkühlung und verhindert eine Austrocknung. Der saure und felsige Lehmboden auf Gneisuntergrund speichert tagsüber die Sonnenwärme. Angebaut werden vor allem Riesling und Ruländer.